# Da thuộc

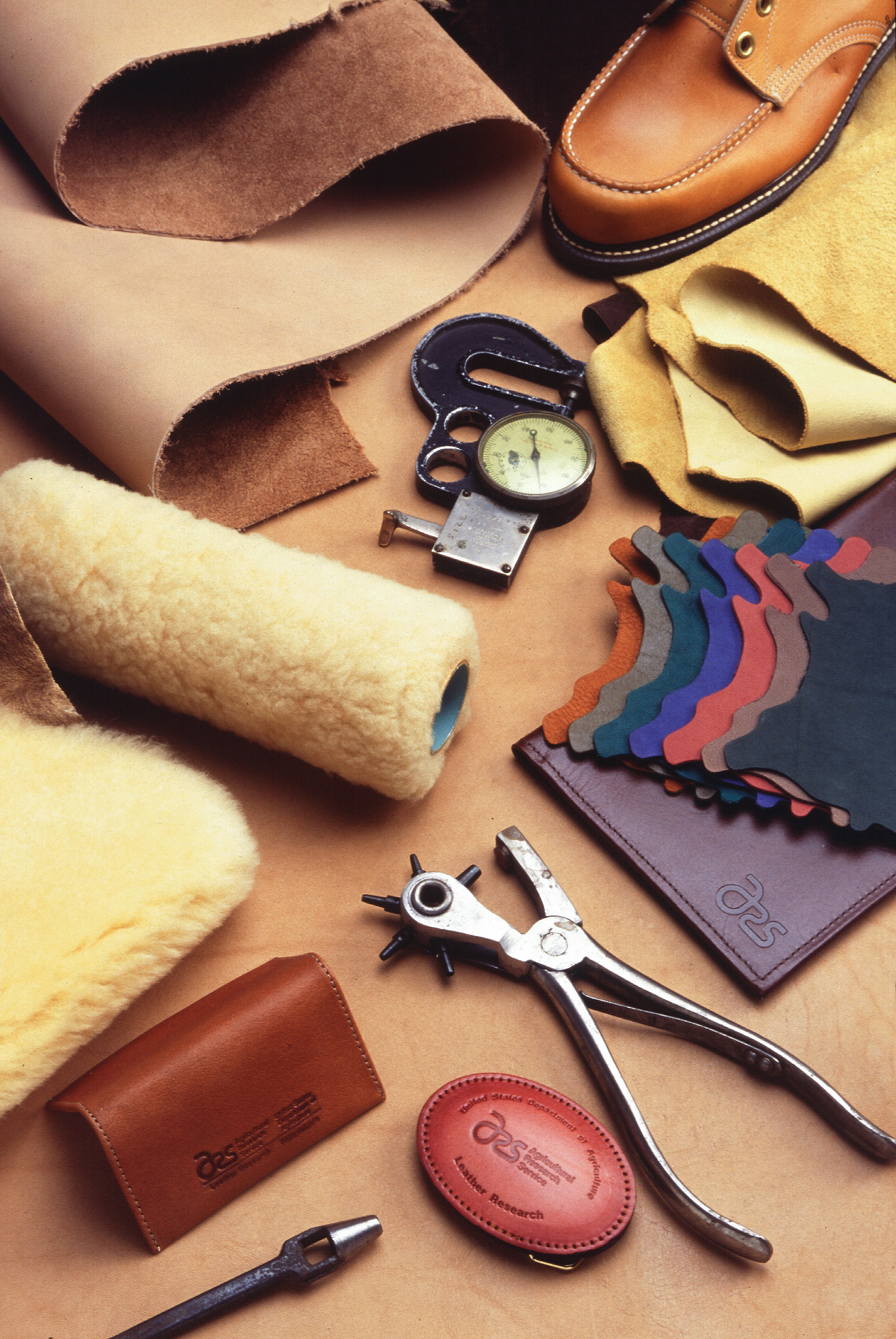
Các sản phẩm bằng da thuộc

Da thuộc là một dạng vật liệu bền và dẻo được tạo thành thông qua quá trình thuộc da từ da động vật như da bò, trâu, dê, cừu non, nai, cá sấu, đà điểu... Da thuộc được sản xuất bằng nhiều phương pháp khác nhau, từ quy mô cá thể đến quy mô công nghiệp.
Con người tạo ra nhiều sản phẩm khác nhau từ da thuộc bao gồm quần áo, giày, mũ, ví, thắt lưng, huy hiệu, bìa bọc sách, giấy da và bọc các đồ đạc trong nhà...

## Các phương pháp da thuộc
Có một số phương pháp da thuộc như dưới đây:
- Da thuộc bằng Crom (Chrome-tanned leather): phương pháp này được sáng chế năm 1858, sử dụng Cr2(SO4)3 • 12(H2O) và các loại muối Crom khác. Phương pháp này tạo ra sản phẩm mềm, dẻo hơn và không bị mất màu, mất kiểu dáng như phương pháp Da thuộc thực vật. Phương pháp này tạo ra sản phẩm có màu xanh do có Crom và cũng tạo ra được nhiều màu khác. Phương pháp này chỉ mất khoảng 1 ngày để hoàn thành do đó làm cho phương pháp này trở nên phổ biến. Có báo cáo cho biết phương pháp này chiếm tới 80 % nguồn cung toàn cầu.
- Da thuộc thực vật (Vegetable-tanned leather)
- Da thuộc bằng Anđêhit (Aldehyde-tanned leather)
- Da thuộc bằng Fomanđêhit (Formaldehyde tanning)
- Brain tanned leathers
- Chamois leather
- Rose tanned leather
- Synthetic-tanned leather
- Alum-tanned leather
- Rawhide

## Các loại da thuộc
Để sản xuất da thuộc phải qua giai đoạn sơ chế chuẩn bị cho tấm da sạch, mềm, và dễ thẩm thấu các chất hóa học hay tự nhiên sẽ được sử dụng để biến tấm da sống thành da thuộc để dùng trong thời trang, may mặc, và các ngành công nghiệp khác. Trước tiên, da được lóc cẩn thận khỏi các thớ thịt và mỡ, rồi được phân loại cẩn thận theo chủng loại da và chất lượng. Sau đó da được ngâm để giũ sạch các chất bẩn. Tiếp theo, một loại vôi nước được sử dụng để tẩy lông đồng thời loại bỏ một số chất đạm, sợi trong da và thay đổi ít nhiều cấu trúc của da để da sẽ thẩm thấu tốt hơn những hóa chất sẽ được sử dụng trong công đoạn kế tiếp. Tùy theo nơi sản xuất, các chất hóa học hay các chiết xuất từ thiên nhiên sẽ được sử dụng để làm da mềm hơn, dai bền hơn, chống thấm nước tốt hơn, và giữ không bị thối rữa theo thời gian. Tiếp theo, da được phơi ráo nước, bôi dầu, phơi khô, nhào cho mềm và đều dầu, cán phẳng, và nhuộm màu theo nhu cầu. Sau đó, da được sử dụng để làm ra các sản phẩm đồ da như cặp da, túi xách, ví da, thắt lưng, túi xách, giày da, áo da...